# Али (филм)
Али (енгл. Ali) биографски је филм из 2001. године о боксеру Мухамеду Алију. Режисер филма је Мајкл Ман, а главне улоге играју: Вил Смит, Џон Војт, Џејми Фокс, Марио Ван Пиблс и Џејда Пинкет Смит. 

## Радња
Филм почиње шампионским дебијем Касијуса Клеја (Вил Смит) против тадашњег шампиона у тешкој категорији Сонија Листона (Мајкл Бент). Клеј задиркује Листона, а затим доминира у раним рундама меча. Усред борбе, он се жали на пецкање у очима (наговештавајући да је Листон покушавао да вара) и каже да не може да настави. Међутим, његов тренер/менаџер Анђело Данди (Рон Силвер) га притиска да настави борбу. Када Клеј поново види, он доминира борбом и Листон завршава борбу у шестој рунди. Клеј постаје други најмлађи шампион у тешкој категорији после Флојда Патерсона.
Клеј проводи време са Малколмом Иксом (Марио Ван Пиблс), а затим је позван у дом вође Нације Ислама Елајџа Мухамеда (Алберт Хол), где му је дато име Мухамед Али. Његов отац, Касијус Клеј старији (Ђанкарло Еспозито), не одобрава ово. Али се жени са Сонџи Рој (Џејда Пинкет Смит), једном од Плејбој девојака, иако није муслиманка и не придржава се родне сегрегације. Али путује у Африку и састаје се са Малколмом Иксом, али касније одбија да разговара с њим, пратећи жељу Елајџа Мухамеда. Веома је узнемирен када је Малколм Икс касније убијен.
По повратку у САД, Али се састаје по други пут у рингу против Сонија Листона и нокаутира га у првој рунди. Он и Сонџи се разводе, након што се она противи разним дужностима муслиманских жена.
Али одбија да буде позван у Вијетнамски рат, због чега је лишен боксерске дозволе, пасоша и титуле и осуђен на пет година затвора. Али се жени 17-годишњом Белиндом Бојд (Нона Геј). После трогодишње паузе, казна је поништена, а у својој првој борби од повратка, Али се такмичи у рингу против Џерија Кверија и побеђује техничким нокаутом у трећој рунди.
Али покушава да поврати титулу у тешкој категорији против Џоа Фрејзера (Џејмс Тони). У Боју столећа, Фрејзер доминира и побеђује судском одлуком. Алију је ово био први пораз у каријери. Фрејзер је касније изгубио титулу од Џорџа Формана (Чарлс Шафорд).
Форман и Али путују у Киншасу, Заир, где ће се одиграти Тутњава у џунгли. Тамо Али упознаје Веронику Порше (Мајкл Мишел), са којом започиње љубавну аферу. Након што је у новинама прочитала гласине о Алијевим неверама, његова супруга Белинда путује у Заир да среди ствари. Али каже, да није сигуран да ли заиста воли Веронику или не и да само жели да се фокусира на предстојећу борбу за титулу.
Већи део борбе са Форманом, Али је близу конопаца, исцрпљујући Формана. Затим је нокаутирао уморног Формана, чиме је поново постао шампион у тешкој категорији.

## Улоге
| Глумац              | Улога                                 |
| ------------------- | ------------------------------------- |
| Вил Смит            | Мухамед Али                           |
| Џон Војт            | Хауард Косел                          |
| Џејми Фокс          | Фру „Бандини“ Браун                   |
| Марио Ван Пиблс     | Малком Екс                            |
| Рон Силвер          | Анџело Данди                          |
| Џејда Пинкет Смит   | Сонџи Рој                             |
| Џефри Рајт          | Хауард Бингам                         |
| Мајкелти Вилијамсон | Дон Кинг                              |
| Нона Геј            | Белинда Али                           |
| Мајкл Мишел         | Вероника Порше                        |
| Џо Мортон           | Чонси Ескриџ                          |
| Брус Мекгил         | Бредли, владин агент                  |
| Бери Шабака Хенли   | Џабир Херберт Мохамед, Алијев менаџер |
| Ђанкарло Еспозито   | Касијус Клеј старији                  |
| Тед Ливајн          | Џо Смајли, владин агент               |
| Гејлард Сартејн     | Гордон Дејвидсон                      |

## Зарада
- Зарада у САД - 58.203.105 $
- Зарада у иностранству - 29.510.720 $
- Зарада у свету - 87.713.825 $